# کاواکامی، ناگانو
کاواکامی، ناگانو (به لاتین: Kawakami, Nagano) یک منطقهٔ مسکونی در ژاپن است که در Minamisaku District واقع شده‌است. کاواکامی ۲۰۹٫۶۱ کیلومترمربع مساحت و ۴٬۶۶۴ نفر جمعیت دارد.